# Cantón de L'Isle-sur-le-Doubs
El cantón de L'Isle-sur-le-Doubs era una división administrativa francesa, que estaba situada en el departamento de Doubs y la región de Franco Condado.

## Composición
El cantón estaba formado por veintitrés comunas:
- Accolans
- Appenans
- Arcey
- Blussangeaux
- Blussans
- Bournois
- Étrappe
- Faimbe
- Gémonval
- Geney
- Hyémondans
- Lanthenans
- La Prétière
- L'Isle-sur-le-Doubs
- Longevelle-sur-Doubs
- Mancenans
- Marvelise
- Médière
- Montenois
- Onans
- Rang
- Saint-Maurice-Colombier
- Sourans

## Supresión del cantón de L'Isle-sur-le-Doubs
En aplicación del Decreto n.º 2014-240 de 25 de febrero de 2014, el cantón de L'Isle-sur-le-Doubs fue suprimido el 22 de marzo de 2015 y sus 23 comunas pasaron a formar parte del nuevo cantón de Bavans.